# Noboru Ishiguro (Leichtathlet)
Noboru Ishiguro (* 2. August 1932; † 11. Februar 2021) war ein japanischer Geher.

## Biografie
Noboru Ishiguro belegte bei den Olympischen Spielen 1964 in Tokio im Wettkampf über 20 km Gehen den 23. Rang.